# Cucerirea medo-babiloneană a Imperiului Asirian
Cucerirea medo-babiloneană a Imperiului Asirian a fost ultimul război purtat de Imperiul Neo-Asirian, între 626 și 609 î.Hr. Urmându-i la tron fratelui său Ashur-etil-ilani (r. 631–627 î.Hr.), noul rege al Asiriei, Sinsharishkun (r. 627–612 î.Hr.), s-a confruntat imediat cu revolta unuia dintre generalii-șefi ai fratelui său, Sin-shumu-lishir, care a încercat să uzurpe tronul. Deși această amenințare a fost rezolvată relativ rapid, instabilitatea cauzată de scurtul război civil ar fi făcut posibil ca un alt oficial sau general, Nabopolassar (r. c. 626 – 605 î.Hr.), să se ridice și să preia puterea în Babilon. Incapacitatea lui Sinsharishkun de a-l învinge pe Nabopolassar, în ciuda încercărilor repetate de-a lungul mai multor ani, i-a permis lui Nabopolassar să-și consolideze puterea și să formeze Imperiul Neobabilonian, restabilind independența babiloniană după mai bine de un secol de stăpânire asiriană. Imperiul Neobabilonian și noul Imperiu Medic al regelui Cyaxares (r. 625–585 î.Hr.), au invadat apoi inima Asiriei. În 614 î.Hr. mezii au capturat și jefuit Assurul, inima ceremonială și religioasă a Imperiului Asirian, iar în 612 î.Hr., armatele lor combinate au atacat și distrus Ninive, capitala asiriană. Soarta lui Sinsharishkun este necunoscută, dar se presupune că a murit apărând capitala sa. El a fost succedat ca rege doar de Ashur-uballit II (r. 612–609 î.Hr.), posibil fiul său, care a adunat ceea ce a mai rămas din armata asiriană în orașul Harran și, susținut de aliații egipteni, a mai condus timp de trei ani, într-o ultimă încercare de a rezista invaziei medo-babiloniene.

## Context
În prima jumătate a secolului al VII-lea Imperiul Neo-Asirian a fost la apogeul puterii sale, controlând întreaga Semilună Fertilă și s-a aliat cu Egiptul. Cu toate acestea, când regele asirian Assurbanipal a murit din cauze naturale în 631 î.Hr., fiul și succesorul său Ashur-etil-ilani a fost întâmpinat cu opoziție și răzvrătire, un lucru obișnuit în istoria Asiriei. Un oficial asirian numit Nabu-rihtu-usur a încercat să uzurpe tronul asirian cu ajutorul unui alt oficial, Sin-shar-ibni, dar regele, probabil cu ajutorul lui Sin-shumu-lishir, i-a oprit pe Nabu-rihtu-usur și Sin-shar-ibni, zdrobind complotul relativ repede. Totuși, este posibil ca unii dintre vasalii Asiriei să fi folosit domnia a unui conducător văzut de ei ca fiind slab pentru a se elibera de controlul asirian și chiar pentru a ataca avanposturile asiriene. În c. 628 î.Hr., Iosia, un vasal asirian și regele Iudeei din Levant, și-a extins țara, astfel încât a ajuns la coastă, cucerind orașul Așdod și așezând acolo unii de-ai lui. Sfârșitul lui Ashur-etil-ilani este neclar, dar se presupune adeseori, fără nicio dovadă, că fratele lui Ashur-etil-ilani, Sinsharishkun, a luptat cu el pentru domnie și, în cele din urmă, a urcat pe tron în mijlocul anului 627 î.Hr. Aproximativ în același timp, regele vasal al Babilonului, Kandalanu, a murit, ceea ce a făcut ca Sinsharishkun să devină și cârmuitorul Babilonului, așa cum dovedesc inscripțiile lui în orașe din sud precum Nippur, Uruk, Sippar și Babilonul însuși. În această perioadă Imperiul Neo-Asirian se afla și în mijlocul unei megasecete de 125 de ani, care a ținut între 675 și 550 î.Hr. și a slăbit și mai mult imperiul.

## Cursul războiului

### Înălțarea Babilonului

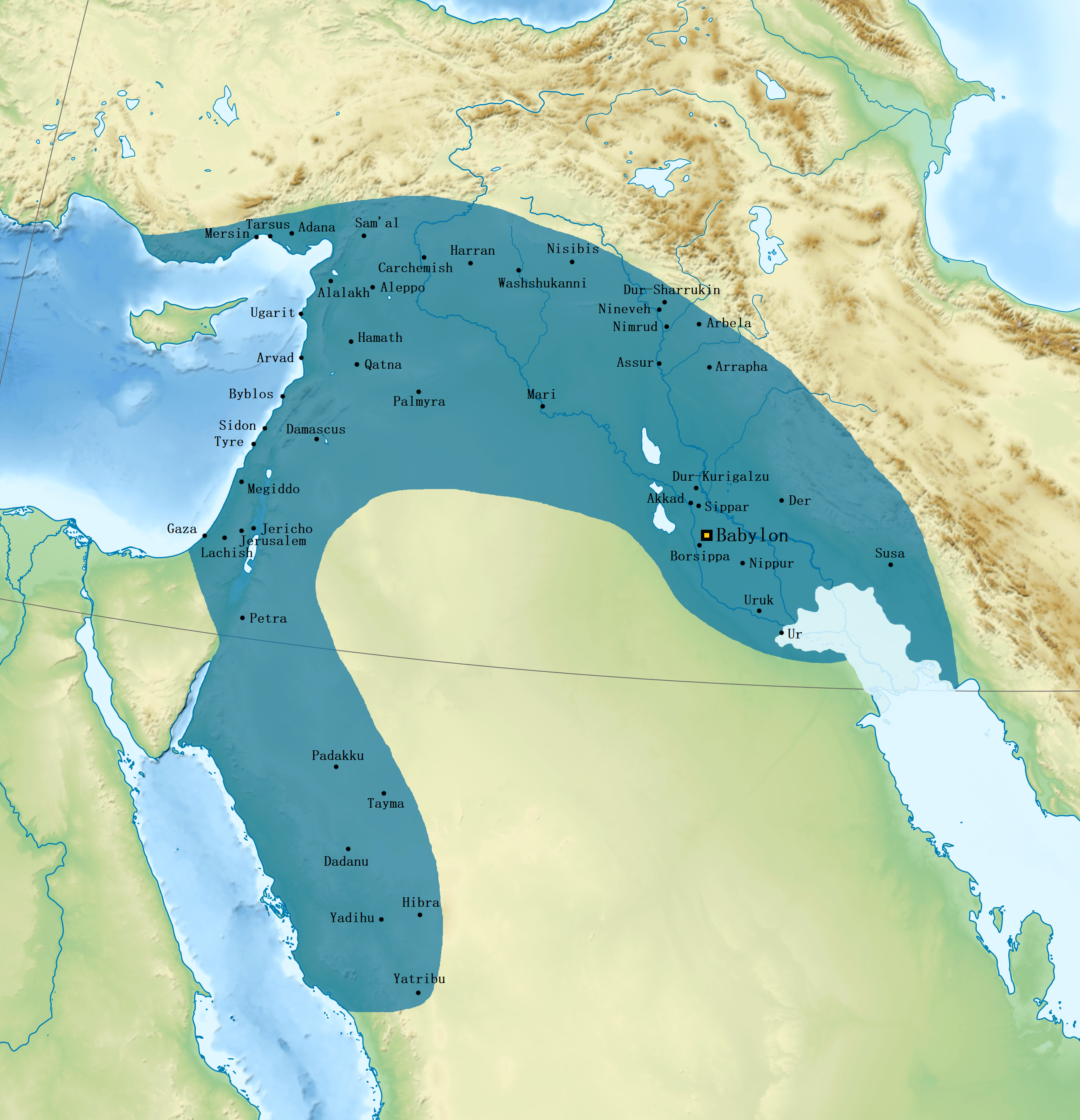
Imperiul neobabilonian sub Nabonid (r. 556–539 î.Hr.)

Stăpânirea lui Sinsharishkun la Babilon nu a durat mult, deoarece aproape imediat după venirea lui pe tron, generalul Sin-shumu-lishir s-a răzvrătit. Sin-shumu-lishir a fost o figură cheie în timpul domniei lui Ashur-etil-ilani, înăbușind mai multe revolte și posibil fiind liderul de facto al țării. Noul rege ar fi putut pune în pericol poziția sa, prin urmare s-a revoltat, încercând să cucerească puterea pentru el însuși. Sin-shumu-lishir a pus mâna pe unele orașe din nordul Babiloniei, inclusiv Nippurul și Babilonul însuși și va domni acolo timp de trei luni înainte de a fi învins de Sinsharishkun. Nabopolassar, posibil folosind instabilitatea politică cauzată de revolta anterioară și de interregnul în curs din sud, a atacat atât Nippurul, cât și Babilonul,  și după un contraatac asirian eșuat, Nabopolassar a fost încoronat oficial rege al Babilonului la 22/23 noiembrie 626 î.Hr., restabilind Babilonia ca regat independent.
În 625–623 î.Hr. forțele lui Sinsharishkun au încercat din nou să-l învingă pe Nabopolassar, făcând campanie în nordul Babiloniei. Campaniile asiriene au avut inițial succes, cucerind orașul Sippar în 625 î.Hr. și respingând încercarea lui Nabopolassar de a recuceri Nippurul. Un alt vasal asirian, Elamul, a încetat de asemenea să plătească tribut Asiriei în acest timp și mai multe orașe babiloniene, cum ar fi Der, s-au revoltat și s-au alăturat lui Nabopolassar. Dându-și seama de gravitatea acestei amenințări, Sinsharishkun a condus el însuși un contraatac masiv care a dus la recucerirea cu succes a Urukului în 623 î.Hr. Sinsharishkun ar fi putut în cele din urmă să câștige, dar o altă revoltă, condusă de un general asirian, a avut loc în provinciile vestice ale imperiului în 622 î.Hr. Acest general, al cărui nume rămâne necunoscut, a profitat de absența forțelor lui Sinsharishkun pentru a mărșălui asupra Ninive, a întâmpinat o armată care s-a predat fără luptă și a pus mâna tronul asirian. Predarea armatei indică faptul că uzurpatorul era un asirian și posibil chiar un membru al familiei regale, sau cel puțin o persoană care putea fi acceptată ca rege. Sinsharishkun a fost nevoit să plece din Babilonia ca să-l învingă pe uzurpator, reușind aceasta după vreo sută de zile de război civil; cu toate acestea, absența armatei asiriene le-a permis babilonenilor să cucerească ultimele avanposturi asiriene din Babilonia în anii 622–620 î.Hr. Asediul babilonean al Urukului începuse în octombrie 622 î.Hr. și, deși acest oraș străvechi tot trecea de la Asiria la Babilon și înapoi, acesta era ferm sub stăpânire babiloneană către 620 î.Hr. iar Nabopolassar și-a consolidat stăpânirea asupra a toată Babilonia. În următorii câțiva ani babilonenii au obținut alte câteva victorii împotriva asirienilor, iar spre 616 î.Hr. forțele lui Nabopolassar ajunseseră până la râul Balikh. Faraonul Psamtik I, aliatul Asiriei, a venit cu oastea sa ca să-l ajute pe Sinsharishkun. Faraonul egiptean s-a războit în ultimii ani ca să-și impună dominația asupra micilor orașe-stat din Levant și era în interesul său ca Asiria să supraviețuiască ca stat tampon între propriul său imperiu și cel al babilonienilor și mezilor în Est. O campanie comună egipteano-asiriană de capturare a orașului Gablinu a fost întreprinsă în octombrie 616 î.Hr., dar s-a soldat cu o înfrângere, după care aliații egipteni au rămas la vest de Eufrat, oferind doar un sprijin limitat. În 616 î.Hr. babilonenii au învins forțele asiriene la Arrapha și le-au împins înapoi spre Micul Zab. Nabopolassar nu a reușit să pună mâna pe Assur, centrul ceremonial și religios al Asiriei, în luna mai a anului următor, ceea ce l-a făcut să se retragă la Takrit, dar asirienii nu au reușit să cucerească Takritul și să pună capăt revoltei sale.

### Intervenția medă

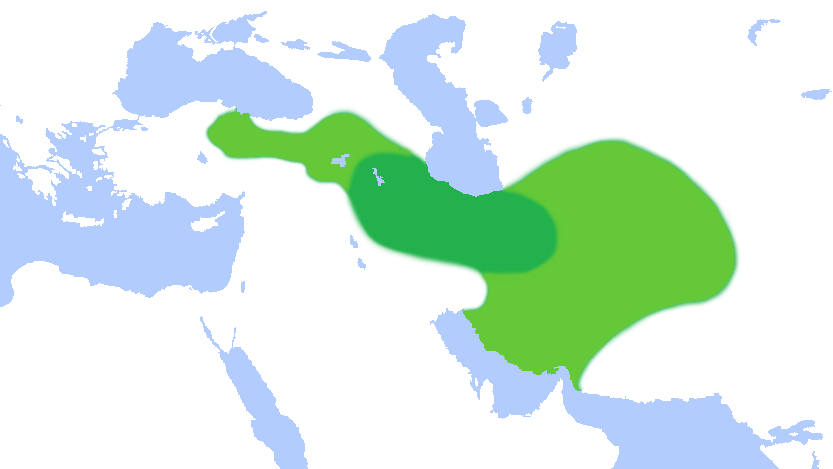
Harta Imperiului Medic la cea mai mare întindere a sa (secolul al VI-lea î.Hr.), conform istoricului grec antic Herodot.

În octombrie sau noiembrie 615 î.Hr. mezii regelui Cyaxares au invadat Asiria și au cucerit regiunea din jurul orașului Arrapha, pregătind o mare campanie finală împotriva asirienilor. În același an l-au învins pe Sinsharishkun în bătălia de la Tarbisu, iar în 614 î.Hr. au cucerit Assurul, jefuind orașul și ucigând mulți dintre locuitorii săi. Nabopolassar a ajuns la Assur abia după începutul jefuirii și s-a întâlnit cu Ciaxares, aliandu-se cu el și semnând un pact anti-asirian, iar Nabopolassar, fiul lui Nabopolassar, s-a căsătorit cu o prințesă medică. În scurt timp, Sinsharishkun a făcut ultima sa încercare de contraofensivă, venind în ajutorul orașului asediat Rahilu, dar armata lui Nabopolassar se retrăsese înainte ca o bătălie să poată avea loc. În 612 î.Hr. mezii și babilonenii și-au unit forțele pentru a asedia Ninive, cucerind-o după un asediu îndelungat și brutal, mezii jucând un rol major în căderea orașului. Deși soarta lui Sinsharishkun nu este cunoscută cu certitudine, se consideră de obicei că a murit apărând Ninive.
După distrugerea Assurului în 614 î.Hr. încoronarea asiriană tradițională a fost imposibilă, așa că Ashur-uballit al II-lea a fost încoronat la Harran, pe care l-a făcut noua capitală. În timp ce babilonenii îl considerau rege asirian, puținii supuși rămași lui Ashur-uballit al II-lea probabil nu împărtășeau această părere, iar titlul său formal a rămas tot prinț-moștenitor (mar šarri, însemnând literal „fiul regelui”).  Cu toate acestea faptul că Ashur-uballit nu era oficial rege nu înseamnă că dreptul lui la tron era contestat, doar că trebuia să mai treacă prin ceremonia tradițională. Obiectivul principal al lui Ashur-uballit era, probabil, recucerirea nucleului ținuturilor asiriene, inclusiv a Assurului și Ninivei. Susținută de aliații săi, Egipt și Mannea, această ambiție arăta destul de realizabil, iar conducerea sa temporară din Harran ca prinț-moștenitor, și nu ca rege încoronat în mod legitim, putea părea mai degrabă o circumstanță temporară. Totuși, domnia lui Ashur-uballit la Harran reprezintă ultimii ani ai statului asirian, care în acest moment încetase efectiv să mai existe ca Imperiu. După ce Nabopolassar însuși a venit în 610 î.Hr. în Asiria propriu-zisă recent cucerită pentru a asigura stabilitatea, armata medo-babiloneană a început o campanie împotriva Harranului în noiembrie 610 î.Hr. Intimidat de apropierea armatei medo-babilonene, Ashur-uballit și un contingent de întăriri egiptene au fugit din oraș în deșerturile Siriei. Asediul Harranului a durat din iarna lui 610 î.Hr. până la începutul lui 609 î.Hr., orașul capitulând în cele din urmă. Eșecul lui Ashur-uballit la Harran marchează sfârșitul vechii monarhii asiriene, care nu va fi restaurată niciodată.
După trei luni de la capitulare, Ashur-uballit, a încercat să recucerească orașul cu o mare forță de soldați egipteni, pornind un asediu în iunie sau iulie 609 î.Hr. Asediul a durat cel mult două luni, până în august sau septembrie, când ei au fost forțați să se retragă de către Nabopolassar; s-ar putea să se fi retras chiar mai devreme.

## Urmări
Soarta ulterioară a lui Ashur-uballit este necunoscută, iar asediul Harranului în 609 î.Hr. este ultima dată când el, sau asirienii în general, sunt menționați în înregistrările babilonene. După bătălia de la Harran Nabopolassar și-a reluat campania împotriva rămășițelor armatei asiriene la începutul lui 608 sau 607 î.Hr. Se crede că Ashur-uballit era încă în viață în acest moment, deoarece în 608 î.Hr., faraonul Necho al II-lea, succesorul lui Psamtik I, a condus personal o mare oaste egipteană în fostul teritoriu asirian ca să-și salveze aliatul și să inverseze cursul războiului. Nu există nicio mențiune despre o bătălie mare între egipteni, asirieni, babiloneni și mezi în 608 î.Hr., care să fi fost menționată în sursele contemporane, deoarece a marcat un conflict dintre cele mai mari patru puteri militare ale epocii și nu există mențiuni ulterioare despre Ashur-uballit, care poate va fi murit la un moment dat în 608 î.Hr., înainte ca o astfel de bătălie să poată avea loc. Istoricul M. B. Rowton speculează că Ashur-uballit ar fi putut trăi până în 606 î.Hr., deși referirile cunoscute la armata egipteană în sursele babilonene nu-i menționează pe asirieni sau pe regele lor.
Deși Ashur-uballit nu mai este menționat după 609 î.Hr., campaniile egiptene din Levant au continuat ceva timp până la o înfrângere zdrobitoare în bătălia de la Carchemiș din 605 î.Hr. În cursul secolului următor, Egiptul și Babilonul, ajunși în contact direct după căderea Asiriei, aveau să se războiască de mai multe ori pentru controlul Semilunii Fertile.